# Protectorado francés de Laos
El protectorado francés de Laos fue un protectorado francés que formó parte del Imperio colonial francés en el sudeste de Asia. Consistía en gran parte del territorio del antiguo reino de Lan Xang y fue parte de la Indochina francesa a partir de 1893 hasta que se le concedió la autonomía dentro de la Unión Francesa en 1946. El Tratado Franco-Lao de 1953 decretó el establecimiento de Laos como un miembro independiente de la Unión Francesa. Laos obtuvo su independencia en 1954 en la Conferencia de Ginebra, tras la retirada de Francia de Indochina después de la primera guerra de Indochina.

## Estableciemiento de un protectorado

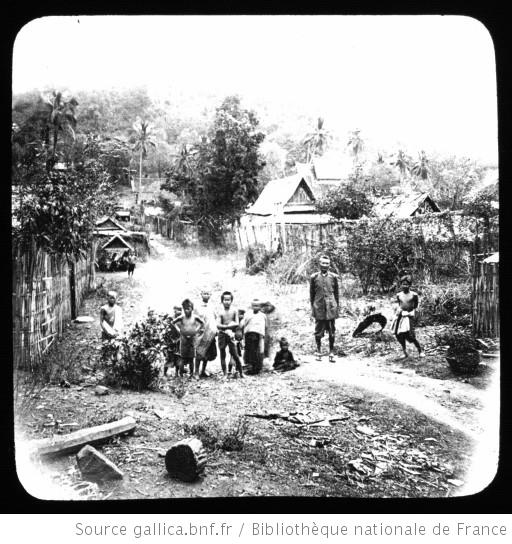
Un funcionario del gobierno francés y niños lao en Luang Prabang, 1887

Después de la adquisición de Camboya en 1863, los exploradores franceses dirigidos por Ernest Doudart de LaGree emprendieron varias expediciones a lo largo del río Mekong para encontrar posibles relaciones comerciales para los territorios de la Camboya francesa y Cochinchina (sur del actual Vietnam) hacia el sur. En 1885, un consulado francés se estableció en Luang Prabang, que junto con la provincia real de Vientián, era un reino vasallo de Siam (hoy Tailandia). Siam, regido por el rey Chulalongkorn, temió que Francia tuviera la intención de anexionarse Luang Prabang y firmó un tratado con los franceses el 7 de mayo de 1886 que reconocía la soberanía de Siam sobre los reinos de Laos.
A finales de 1886, Auguste Pavie fue nombrado vicecónsul de Luang Prabang y estuvo a cargo de las expediciones que se hicieron en el territorio de Laos, con la posibilidad de convertir a Laos en un territorio francés. En 1888, las fuerzas chinas conocidas como las Banderas Negras declararon la guerra a Siam y su estado vasallo de Luang Prabang despidiendo a la ciudad. Pavie y las fuerzas francesas intervinieron más tarde y evacuaron a la familia real de Laos para la seguridad. Además, las tropas francesas de Hanói más tarde llegaron a expulsar las Banderas Negras de Luang Prabang. Tras su regreso a la ciudad, el rey Oun Kham solicitó un protectorado francés sobre su reino. Pavie posteriormente enviado la petición de Oun Kham al gobierno francés en París. El proyecto de ley que designa Luang Prabang un protectorado de Francia se firmó el 27 de marzo de 1889 entre ambas partes a pesar de la protesta siamesa.
Después de un ultimátum dado por Pavie, entonces ministro residente para Siam en Bangkok, en agosto de 1892 al gobierno siamés, los dos países entraron en guerra en 1893, culminando en el incidente de Paknam cuando Francia, contrariamente a las promesas hechas al Reino Unido, llegó hasta Bangkok con barcos de guerra. El reino se vio obligado a reconocer el control francés sobre el lado oriental del río Mekong. Pavie siguió apoyando expediciones francesas en territorio laosiano y dio su nombre al territorio de hoy en día de Laos. Tras la aceptación de Siam del ultimátum, al ceder las tierras al este del Mekong incluyendo sus islas, el Protectorado de Laos fue establecida oficialmente y se trasladó la capital administrativa de Luang Prabang a Vientián. Sin embargo, Luang Prabang fue la sede de la familia real, cuya potencia se redujo a mascarones de proa, mientras que la potencia real fue transferida a las autoridades francesas, incluyendo el vice consulado y el Residente General. In January 1896, France and the United Kingdom signed an accord recognising the border between French Laos and British Burma.

## Reorganización administrativa

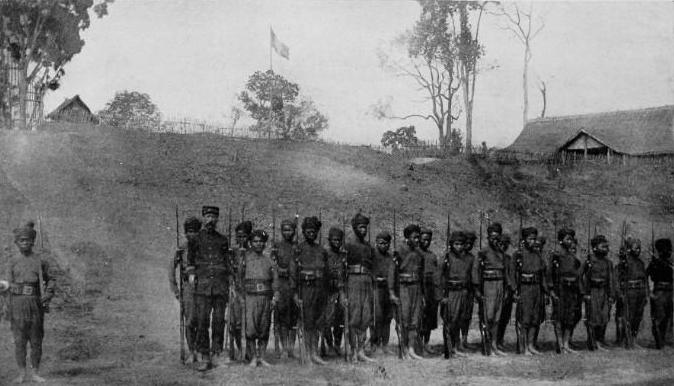
Local Lao soldiers in the French Colonial guard, c.1900

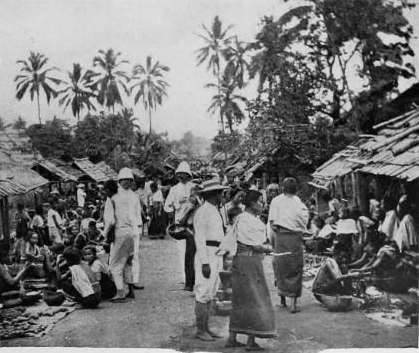
Market in Luang Prabang c.1900

En 1898, Laos se integró plenamente en la Unión de la Indochina francesa que se creó en 1887 mediante la unificación de las posesiones francesas en Vietnam y Camboya. Un gobernador colonial se instaló más tarde en Vientián y Laos se reorganizó a partir de dos provincias (Haut-Laos and Bas-Laos) a diez provincias. El asiento real en Luang Prabang era considerado como el gobernante oficial de la provincia y una corte real todavía permanecían, pero era más adelante ser consistido en francés funcionarios nombrados. Las nueve provincias restantes se eliminaron de bajo el gobierno francés en Vientián, con cada provincia tiene un gobernador residente y puesto militar. Para apoyar financieramente el gobierno colonial, y se introdujeron impuestos a la población.
En 1904, un tratado con el reino de Siam obligaba a entregar tierras también en el lado occidental del río Mekong. Estas tierras que ahora forman la provincia de Sainyabuli y la mitad occidental de Champasak Province. En 1905, la actual frontera entre Laos y Camboya se estableció después de Siam cedió Preah Vihear Provincia a los franceses. planes franceses para expandir el territorio de Laos terminaron en 1907, después de Siam comenzó cooperando con los británicos para controlar la expansión francesa en Indochina, que el Imperio Británico temido con el tiempo se han llevado a una anexión francesa de Siam, alterando el equilibrio de poder de la región.

## Colonialismo en Laos

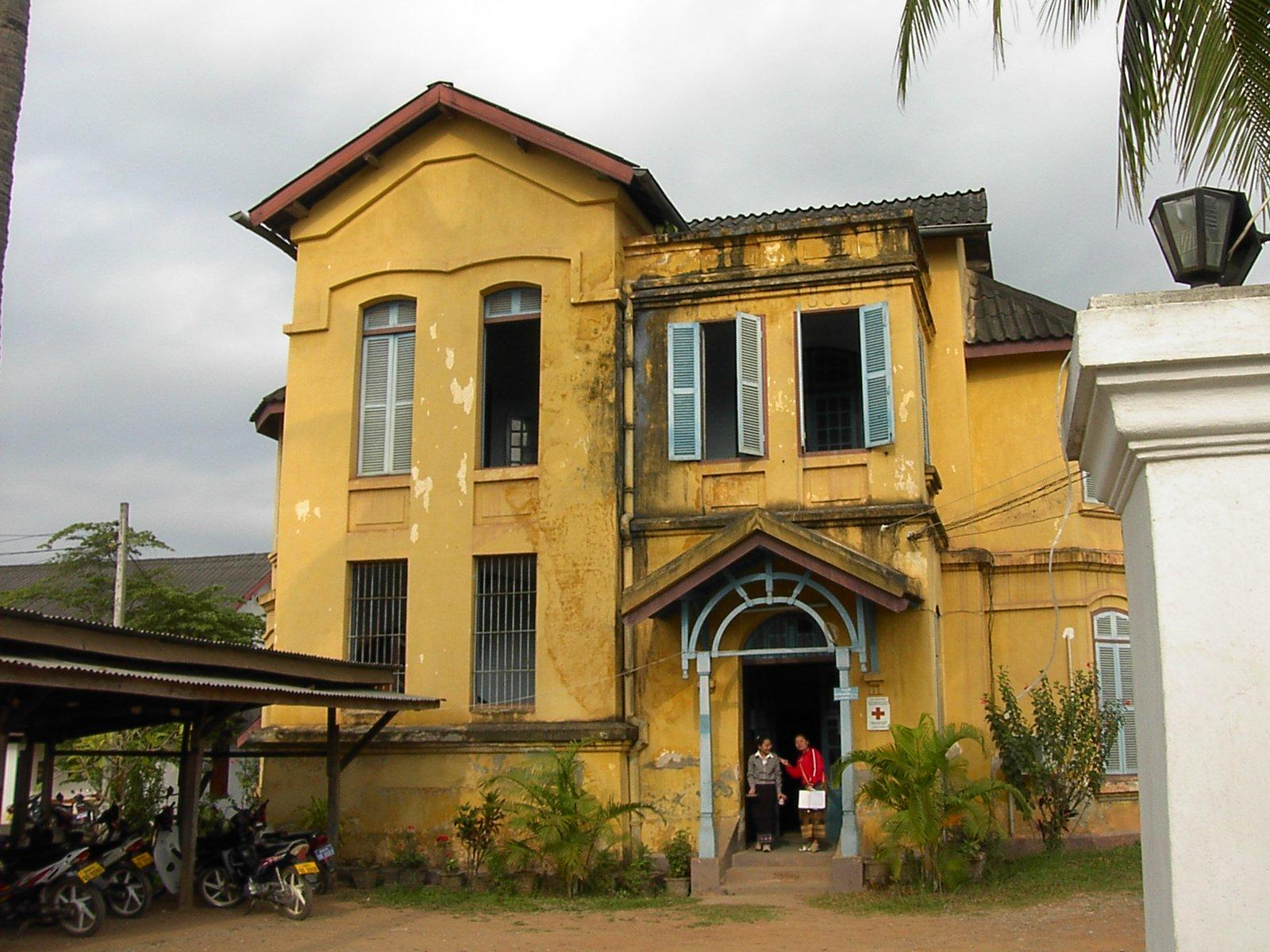
Un ejemplo típico de la arquitectura colonial francesa (ahora un centro de salud) en Luang Phrabāng

Después de haber tenido éxito en su gran plan para anexionarse Siam y con Laos siendo la menos poblada de sus posesiones de Indochina (la población se estimó en 470 000 en 1900) y puertos que carecen de comercio, los franceses perdieron mucho interés en Laos, y para la próxima cincuenta años que siguieron siendo un remanso del imperio francés en Indochina. Oficialmente, el Reino de Luang Prabang se mantuvo en un protectorado con autonomía interna, pero en la práctica fue controlado por residentes en Francia, mientras que el resto de Laos fue gobernada como una colonia. Rey Sisavang Vong, que se convirtió en rey de Luang Prabang, en 1904, se mantuvo visiblemente leal a los franceses a través de su reinado de 55 años.
Económicamente, los franceses no desarrollaron Laos a la escala que tenía en Vietnam y muchos vietnamitas fueron reclutados para trabajar en el gobierno de Laos en lugar de personal lao, causando algunos conflictos entre los locales y el gobierno. El desarrollo económico se produjo muy lentamente en Laos y fue impulsado inicialmente sobre todo por el cultivo de arroz y destilerías que producen alcohol de arroz. Sin embargo, los franceses no tenía intención de expandir la economía y la actividad comercial de Laos izquierda a las poblaciones locales. El aislamiento geográfico también llevó a Laos está menos influenciada de Francia en comparación con otras colonias francesas y en una estimación de 1937, sólo 574 civiles franceses, junto con un menor número de trabajadores del gobierno vivió en Laos, una cifra significativamente menor que en Vietnam y Camboya.
Las reformas sociales también se produjeron bajo administración francesa, tales como la supresión del bandolerismo, la abolición de la esclavitud, y poner fin a la discriminación legal de los Lao theung y Lao soung por la mayoría Lao Loum. Los comerciantes vietnamitas y chinos también llegaron tarde para repoblar los pueblos (especialmente Vientián) y reactivar el comercio y algunos Lao Loum fueron posteriormente autorizados a participar en el gobierno local. A pesar de estas reformas sociales, muchos grupos minoritarios, especialmente las tribus de las montañas de la RDP soung, no se beneficiaron de dominio francés y no eran, en todo caso, la influencia de la cultura francesa.

## Revueltas
La inestabilidad continuó en el norte de Laos en 1919, cuando Hmong grupos, que eran los principales productores de opio en Indochina, se rebelaron contra los impuestos franceses y trato especial dado a los Lao Loum, que eran minorías en las tierras altas, en un conflicto conocido como la Guerra de los locos. rebeldes hmong afirmaron que tanto los Lao y funcionarios franceses estaban tratando a ellos como los grupos subordinados y no civilizados y más tarde fueron derrotados en marzo de 1921. Después de la revuelta, el gobierno francés concedió a los Hmong autonomía parcial en el provincia de Xiangkhoang.
A pesar del malestar entre tribus minoritarias de las montañas en el norte, las porciones central y sur de Laos vieron una comparación más favorable en virtud del régimen francés frente al régimen siamés y un considerable re-migración de Lao de la zona de Isan en el noreste de Tailandia a Laos impulsado la población y el comercio revivió. ciudades del valle del Mekong como Vientián y Savannakhet crecieron considerablemente y la fundación de Pakse plenamente afirmó el dominio francés sobre el sur de Laos, aunque aún contenían ciudades en gran medida las minorías vietnamitas y chinos significativas.
Para competir con el comercio siamés, los franceses propusieron un ferrocarril que una Hanói con Vientián, pero los planes nunca fueron aprobados. Sin embargo, la infraestructura mejoró por primera vez en Laos como colonos franceses construyeron Route nationale 13, la vinculación de Vientián con Pakse y el camino sigue siendo la carretera más importante de Laos en la actualidad. En 1923, abrió una escuela de derecho en Vientián para entrenar locales laosianos interesados en participar en el gobierno, sin embargo, una gran parte de los estudiantes en la escuela eran vietnamitas, que continuó dominando los cargos políticos.
Aunque la minería del estaño y el cultivo de café se inició en la década de 1920, el aislamiento y las dificultades del terreno del país significó que gran parte de Laos se mantuvo económicamente inviable a la francesa. Más del 90% de los Lao mantuvo agricultores de subsistencia, que crecen lo suficiente como excedentes para vender por dinero en efectivo para pagar sus impuestos.
A pesar de que los franceses hicieron imponer un programa de asimilación en Laos como en Vietnam, eran lentos para hacer cumplir plenamente debido al aislamiento y la falta de importancia económica en la colonia. Las escuelas se encuentran principalmente en las grandes ciudades y no fue hasta la década de 1920 que las áreas rurales está siendo expuesto a la educación francesa. Por la década de 1930, las tasas de alfabetización entre los Lao Loum y las poblaciones de las tierras bajas habían aumentado considerablemente y los estudiantes de Laos comenzó a recibir educación superior en Hanói o París. Sin embargo, el progreso se estancó en la sierra, donde tribus de las montañas eran demasiado aisladas para alcanzar o se negaron a adoptar el sistema de educación que se basa en la foránea lengua francesa.
La mayoría de los franceses que llegó a Laos como funcionarios, colonos o misioneros desarrollaron un gran afecto por el país y su gente, y muchas décadas dedicadas a lo que veían como mejorar la vida de la RDP. Algunos tomaron esposas Lao, aprendieron el idioma, se convirtió budistas y "fueron nativa" - algo más aceptable en el Imperio francés que en los británicos. Con las actitudes raciales típicos de los europeos en este momento, sin embargo, tendían a clasificar a los Lao tan gentiles, amables, infantiles, ingenuos y perezosos, en relación con lo que un autor llama "una mezcla de afecto y exasperación."
El aporte francés al nacionalismo Lao, aparte de la creación del Estado mismo, fue hecho por los especialistas orientales de la French School of the Far East (École Française d'Extrême-Orient), que llevó a cabo importantes trabajos arqueológicos, encontrados y publicados Lao textos históricos, estandarizado el idioma Lao escrito, reformó templos y tumbas descuidados y en 1931, fundó el Instituto Budista Independiente Lao en Vientián, donde Pali fue enseñado por lo que los Lao podrían estudiar bien su propia historia antigua o textos budistas.

## Laos durante la Segunda Guerra Mundial
Laos podría haber desplazado a lo largo como un remanso agradable del Imperio francés indefinidamente si no hubiera sido por los acontecimientos externos que impactaron fuertemente nación a partir de 1940. En 1932, Plaek Phibunsongkhram, el primer ministro de Siam, depuso al rey y estableció su propio gobierno fascista en el país, que más tarde se renombró Tailandia con los planes para unificar todos los pueblos de etnia tai, incluidos los Lao, bajo una sola nación. A raíz de la caída de Francia en junio de 1940, Laos quedó bajo la administración del gobierno títere del Eje de la Francia de Vichy junto con el resto de la Indochina francesa y el gobierno estaba bajo supervisión japonesa.
En agosto de 1940, una Tailandia alineada con el Eje atacó los bancos del este del Mekong entre Vientián y la provincia de Champassak. Ambas fuerzas declararían más tarde la guerra ya pesar de victorias francesas, el gobierno japonés medió por un alto el fuego y obligó al gobierno colonial francés a ceder la provincia de Champassak y Xaignabouli en Laos y la provincia de Battambang en Camboya a Tailandia. Estas provincias luego serían devueltas a sus respectivas naciones por Tailandia después de que Francia amenazó con bloquear la entrada de esta a las Naciones Unidas después de la Segunda Guerra Mundial.
Para mantener el apoyo y expulsar a los japoneses y tailandeses, el gobernador colonial Jean Decoux alentó el surgimiento del movimiento nacionalista Lao, el Movimiento por la Renovación Nacional, que pretendía defender el territorio de Laos, mientras que, paradójicamente, reconociendo norma y ayuda francesa. El grupo también publicó un periódico de propaganda, Grand Laos, cerrando las políticas tailandesas y japonesas sobre el pueblo lao y las tierras cedidas. En el sur del país, el movimiento Lao-Seri se formó en 1944, que a diferencia del Movimiento por la Renovación Nacional, no está a favor de los franceses y declaró una política de "Laos para los laosianos" destinada a lograr la independencia total.

## Ocupación japonesa de Laos
En 1944, Francia fue liberada y el general Charles de Gaulle fue llevado al poder. Al mismo tiempo, las tropas del Imperio japonés estaban siendo derrotadas en gran medida en el Frente del Pacífico y en un intento de último minuto de tratar de obtener apoyo, Japón disolvió el control francés sobre sus colonias indochinas en marzo de 1945.
Un gran número de funcionarios franceses en Laos fueron encarcelados por los japoneses, así como por el rey Sisavang Vong, que se vio obligado a declarar la independencia de Laos y aceptar la unión de su nación en la gran esfera de coprosperidad de Asia Oriental. Al mismo tiempo, los funcionarios y civiles franceses restantes se retiraron a las montañas para reagruparse y unirse a una creciente insurgencia laosiana contra los japoneses, que ocuparon Vientián en marzo de 1945.
Dirigidos por el príncipe heredero Savang Vatthana, los insurgentes laosianos desafiaron a las fuerzas japonesas llevando a cabo ataques contra oficiales y tropas japonesas en Laos y muchos lao murieron luchando con la resistencia francesa contra los ocupantes japoneses. Japón continuó gobernando directamente a Laos a pesar de los constantes disturbios civiles en su contra hasta que se vio obligado a retirarse de la nación en agosto de 1945, menos de un mes antes de que se entregara por completo rendición a los Aliados.

## Independencia
Tras la expulsión de Japón de Laos, un vacío de poder se produjo en el que un grupo de intelectuales nacionalistas Lao (llamado el Lao Issara) bajo el príncipe Phetsarath, tomó el control del gobierno y reafirmó la independencia del país el 12 de octubre de 1945. Sin embargo, los franceses exigieron su restauración de la dominación colonial. A finales del mes de abril de 1946, el coronel Hans Imfeld del gobierno francés provisional, entró a Vientián con una fuerza francesa-laosiana, liberó a los prisioneros franceses, y volvió a ocupar la ciudad. Luang Prabang en sí fue más tarde vuelta a ocupar en mayo. Al mismo tiempo, las fuerzas del Viet Minh que luchan por la independencia de Vietnam de Francia, reclutaron a un número de laosianos para resistir el dominio francés. Prince Phetsarath, que alinea con el Viet Minh después declaró el protectorado francés sobre Laos abolida y apoyó los movimientos independentistas nacionalistas, sobre todo el Lao Issara. Para evitar la guerra directa con las fuerzas de Laos como en Vietnam, Francia acordó proclamar Laos un estado autónomo dentro de la Unión Francesa en 1949. Tras la derrota de Francia en la Batalla de Dien Bien Phu en 1954, Laos se le concedió la independencia en la Conferencia de Ginebra en septiembre del mismo año.

## Conflictos
Laos se dividió en cinco regiones militares:
La región militar I en Luang Prabang estaba dominada por la familia real y el excomandante en jefe del ejército real de Laos, general Oune Rathikul. El comandante de la región era el general de brigada Tiao Sayvong, medio hermano del rey. La región estaba ubicada en el noroeste de Laos y cubría cuatro provincias: Phong Saly, Houa Khong, Sayaboury y Luang Prabang.
La región Militar II, en la sección noreste de Laos, estaba bajo el mando del general Vang Pao, héroe del Hmong de la guerra de guerrillas de Laos. Cubría dos provincias: Houa Phan (Samneua) y Xieng Khouang. La sede estaba en Long Cheng, al noroeste de la llanura de las Jarras.
La región Militar III en el centro de Laos tenía su sede en Savannakhet y cubría dos provincias; Khammouane (Thakitek) y Savannakhet. Esta región fue comandada por el general Bounpon y más tarde por el general de brigada Nouphet Dao Heuang, en julio de 1971. El verdadero poder en esta región era la familia Insixiengmay dirigida por el ministro Leuam Insixiengmay, vice primer ministro y ministro de Educación.
La región Militar IV, con sede en Pakse, incluía las seis provincias del sur de Laos: Saravane, Attopeu, Champassak, Sedone, Khong Sedone y Sithandone (Isla Khong). Estaba dominado por la familia Nachampassak dirigida por el príncipe Boun Oum Nachampassak. El comandante de la región Militar IV fue el mayor general Phasouk S. Rassaphak, un miembro de la familia Champassak. Él dirigió esta área durante casi una década y media hasta que finalmente fue reemplazado por el autor, general de brigada Soutchay Vongsavanh, en julio de 1971.
La región militar V contenía las provincias de Borikhane y Vientián, la provincia capital de Laos, tenía su sede en el campamento del ejército de Chinaimo y fue dirigida por el mayor general Kouprasith Abhay hasta que fue reemplazado por el general de brigada Thongligh Chokbeng Boun en julio de 1971.